# Вьюрок

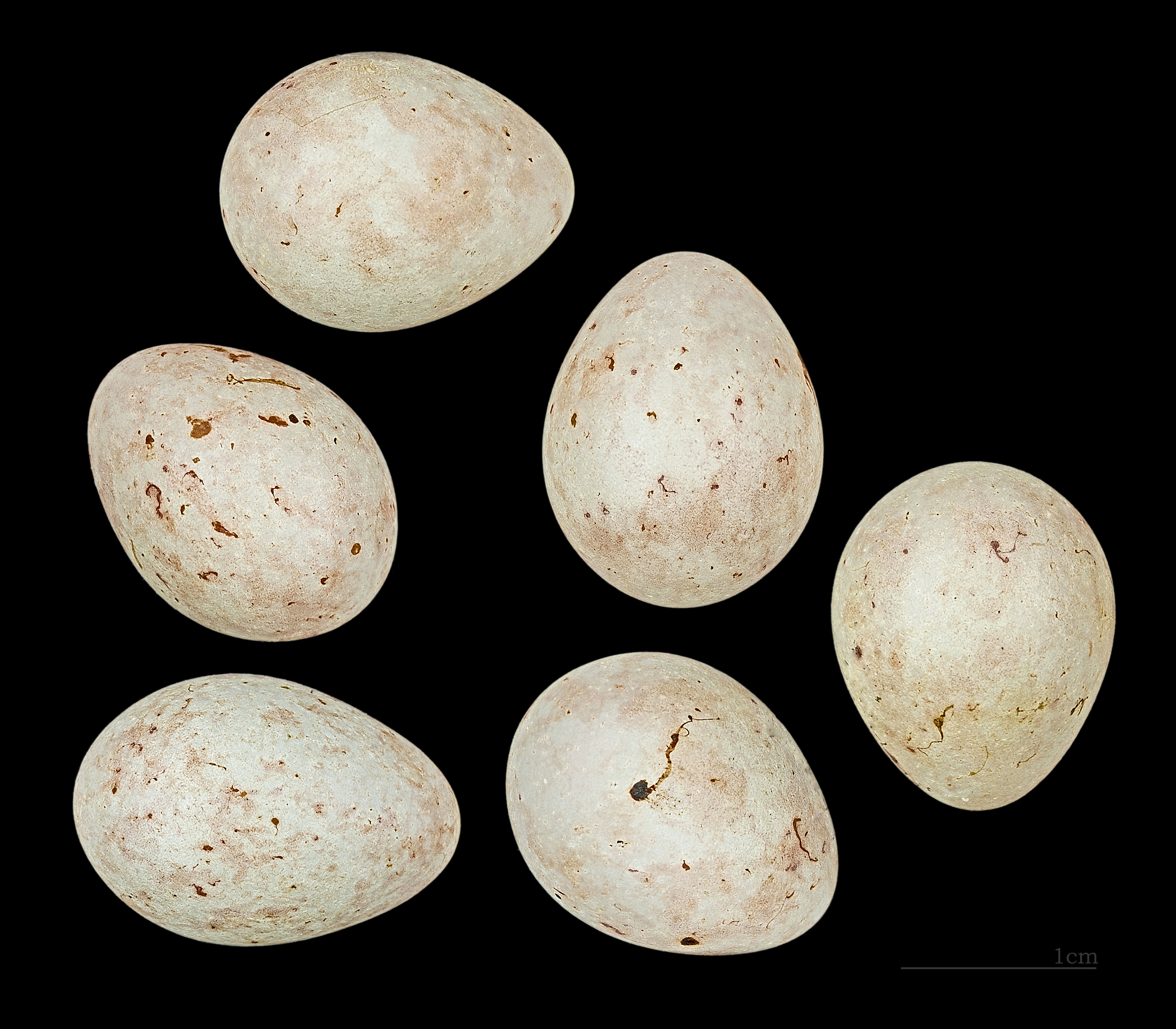
Fringilla montifringilla

Вьюрок, или юрок (лат. Fringilla montifringilla) — вид певчих птиц из семейства вьюрковых.
Из всех вьюрковых у него наблюдается наиболее выраженное перелётное поведение.

## Описание
Величина вьюрка соответствует величине воробья. В зимнее время у вьюрка-самца голова, шея и передняя часть спины окрашены в коричнево-серый цвет. Летом они становятся чёрными. Грудь круглый год оранжевого цвета. На кончике хвоста у вьюрка белое оперение. У самок намного более скромная расцветка. У них коричневатая голова с тёмными полосками на верхней части. Коричневой является и спина, а грудь менее яркого оранжевого цвета, чем у самца.

### Голос
Песня — негромкое скрипучее щебетание, заканчивающееся резким «чжжж», крик — протяжное «кевк», в полете — резкое «чи-чи» или «вжяя».

## Распространение
Гнездится в странах Скандинавии и в России от Кольского полуострова на западе до Охотского моря на востоке, в южной лесотундре и лесной зоне, предпочитает смешанные леса. Зимует на юге Западной Европы, в Турции, Иране, Туркменистане, на востоке Китая, в Корее, Японии.
В своём ареале он наиболее часто гнездится после пеночки-веснички, однако во время перелётов он полностью покидает места гнездования.

## В культуре
Ещё в XIX веке в Западной Европе вьюрков иногда ловили ради «вкусного, несколько горьковатого» мяса.